# Le Disque d'or de Dalida
Le Disque d'or de Dalida è il quarto album in studio della cantante franco-italiana Dalida, pubblicato nel 1959.

## Tracce
Lato A
1. Ciao ciao bambina – 2:50 (Dino Verde, Domenico Modugno, Jacques Larue)
2. Ce serait dommage – 2:08 (Fernand Bonifay, Lefty Davis)
3. Si je pouvais revivre un jour ma vie – 2:20 (Gilbert Bécaud, Louis Amade, Pierre Delanoë)
4. Du moment qu'on s'aime – 2:21 (Fernand Bonifay, Gianni Ferrio, Jacques Hourdeaux)
5. Tu m'étais destiné – 2:35 (Jacques Plante, Paul Anka)

Lato B
1. Come prima – 2:38 (Alessandro Taccani, Jacques Larue, Mario Panzeri, Vincenzo Di Paola)
2. Hava Naguila – 2:17 (Charles Aznavour, Sid Danoff)
3. Tout l'amour – 1:45 (André Salvet, Bunny Botkin, Gil Garfield, Guy Bertret, Patrick Murtagh)
4. Guitare et tambourin – 2:24 (Jean Broussolle, Peter De Angelis, Robert Marcucci)
5. Amstramgram – 2:18 (Eddie Barclay, Jacques Larue)